# Франц Гане
Франц Гане (нім. Franz Hahne) — старший майстер фірми Rheinmetall. Один із двох кавалерів Золотого лицарського хреста Хреста Воєнних заслуг.

## Нагороди
- Хрест Воєнних заслуг 2-го і 1-го класу
- Лицарський хрест Хреста Воєнних заслуг (20 травня 1942)
- Золотий лицарський хрест Хреста Воєнних заслуг (20 квітня 1945)